# Дуналкская волость
Ду́налкская во́лость (латыш. Dunalkas pagasts) — одна из территориальных единиц Южно-Курземского края Латвии, в историко-культурной области Курземе. Находится в центре края. Граничит с Айзпутской, Циравской, Сакской, Вергальской, Медзской, Тадайкской, Дурбской и Вецпилсской волостями своего края. Волостной центр — село Дуналка.

## История
В 1945 году в Дуналкской волости были созданы Дуналкский и Даидзский сельские советы. В 1949 году волостное деление было отменено. В 1951 году к Дуналкскому сельсовету был присоединён Даидзский сельсовет, в 1954 году Равский сельсовет.
В 1990 году Дуналкский сельсовет был реорганизован в волость, к которой была присоединена территория бывшей Равской волости. В 2009 году, в результате латвийской административно-территориальной реформы, Дуналкская волость вошла в состав Дурбского края. В ходе административно-территориальной реформы Латвии 2021 года, Дурбский край был упразднён, Дуналкская волость вошла в состав укрупнённого Южно-Курземского края.

## География
Дуналкская волость расположена на северном краю Вартайской холмистой равнины Западной Курземской возвышенности. Высота рельефа в северо-восточной части волости, где находится Бандавское всхолмление, превышает 65 м над уровнем моря.
Через волость протекает река Дурбе с притоками Равене и Илмуте, вытекающая из озера Дурбес (площадь 970,5 га), лежащего в древней долине Дурбес-Вартаяс. Часть озера Дурбес занимает южную окраину волости. В восточной части волости находится болото Абрамас. Также в волости имеется несколько прудов. На северной, восточной и юго-западной окраинах волости расположены крупные лесные массивы.

## Население
В 1935 году в Дуналкской волости проживало 974 человека, из них латышей — 96,4 %, поляков — 0,9 %, немцев — 0,8 %, евреев — 0,8 %. В Равской волости проживало 537 человек, из них латышей — 89,6 %, немцев — 5,6 %, поляков — 1,3 %, русских — 1,3 %. За годы советской власти многие хутора исчезли, были организованы сельсоветы. В 1989 году в Дуналке было 307 жителей, в Раве — 41 житель.
В 2000 году в Дуналкской волости проживало 968 человек, из них 47,1 % мужчин, 52,9 % женщин. По национальному составу: латышей — 92,3 %, литовцев — 3,7 %, русских — 1,8 %, поляков — 0,9 %. В Дуналке проживало 294 человека.
По состоянию на 1 января 2022 года население волости составляло 588 человек.

## Экономика
Во время аграрной реформы 1920 года мызская земля Дуналкской и Равской волостей была разделена на небольшие крестьянские хозяйства. В 1935 году в Дуналкской волости было 174 небольших хозяйства, а в Равской волости — 92 небольших хозяйства. В обеих волостях работали 2 ветряных и одна водяная мельницы, 3 молокозавода, скипидарный завод, 4 магазина. В Дуналке было лесное хозяйство.
В годы советской власти в Дуналкском сельсовете было создано 4 колхоза, которые в 1951 году были объединены в колхоз «Cīņa» (рус. Борьба). К нему в 1963 году присоединили совхоз «Вевери» и колхоз имени Сталина бывшего Равского сельсовета. Работали молокозавод, 2 механические мастерские, 2 магазина. В 1991 году колхоз был реорганизован в паевое общество, которое затем было ликвидировано.
По состоянию на 2000 год в волости было 223 крестьянских и 95 приусадебных хозяйств. Работали лесопилка и деревообрабатывающие предприятия, имелась база горючего, 2 ветеринарных участка, 3 пасеки, 3 магазина.

### Транспорт
Дуналкскую волость пересекает региональная автодорога P112 Кулдига — Айзпуте — Личи и местные автодороги V1192 Априки — Цирава — Медзе, V1193 Вевери — Дуналка — Биндери и V1201 Айстере — Рава — Авоти.

## Образование и культура
Первая школа в Дуналкской волости была открыта в 1836 году. В 1935 году она была преобразована в 6-классную начальную школу, которой в 1938 году было присвоено имя латышского учителя и публициста Андрейса Спагиса. В Равской волости школа была открыта в 1834 году, в 1922 году она была преобразована в 4-классную начальную школу. Работали 3 библиотеки, культуру представляло певческое общество, имелся народный дом. В годы советской власти существовала 9-тилетняя школа, работал клуб и 2 библиотеки.
По состоянию на 2000 год в волости работала начальная школа. В Дуналкском Доме культуры работал ансамбль народного танца среднего поколения, фольклорный коллектив, драматический коллектив, музыкально-драматический коллектив дошкольников. В Раве работал женский вокальный ансамбль, драматический коллектив, женский клуб «За рекой». В Дуналке и Раве работали библиотеки. Работал Дуналкский спортивный зал и музеи при Дуналкской и Равской школах.